# Landschaftsbilder aus dem Königreiche Sachsen
Landschaftsbilder aus dem Königreiche Sachsen, auf dem Außentitel verkürzt auch Landschaftsbilder aus dem Königreich Sachsen, ist eine zwischen 1905 und 1911 erschienene Buchreihe über die wichtigsten Landschaften des Königreichs Sachsen. Die einzelnen Bände wurden vom Ministerium des Kultus und öffentlichen Unterrichts Sachsens empfohlen.
Herausgegeben wurden neun Bände (Abteilungen) unter Mitwirkung bewährter Fachleute vom Oberlehrer Emil Schöne aus Dresden. Die einzelnen Bände erschienen in ähnlicher äußerer Gestaltung im Verlag von H. W. Schlimpert in Meißen. Alle Bände wurden durch zahlreiche Schwarz/Weiß-Abbildungen illustriert, mit Karten im Text und einer topographischen und einer orohydrographischen Karte am Ende des jeweiligen Buches versehen. Daneben enthielten sie in der Regel auch eine Profiltafel. Der Druck der einzelnen Bände erfolgte bei F. J. Eberlein in Pirna.
Die einzelnen Landschaften wurde meist nach einem einheitlichen Schema beschrieben. Zunächst stand die Natur im Mittelpunkt. Oberflächenform, geologische Entwicklung, Bewässerung und Pflanzen- und Tierwelt wurden detailliert beschrieben. Dann folgten ein Kapitel zum Mensch in seiner Beziehung zur jeweiligen Landschaft. Beschrieben wurden die wirtschaftlichen Verhältnisse, die Verkehrswege, die Siedlungserscheinungen (Besiedlung, Lage der Siedlungen, Form und Bauweise der Siedlungen, Größe und Besiedlungsdichte) und zum Abschluss die politischen Gebilde. Inhaltlich sind zahlreiche der in den Bänden erhaltenen Angaben nach mehr als 100 Jahren überholt und veraltet.
Folgende neun Bände sind in folgenden Erstauflagen erschienen:
- Emil Schöne: Die Elbtallandschaft unterhalb Pirna. Meißen 1905.
- August Simon: Das Vogtland. Meißen 1905.
- Hans Stübler: Die Sächsische Schweiz. Meißen 1905.
- Karl May, Ernst Tittel: Das Oschatzer Hügel- und Tieflandsgebiet zwischen Mulde und Elbe. Meißen 1905.
- Otto Beyer, Clemens Förster, Christian März: Die Oberlausitz. Meißen 1906.
- Richard Mahler, Max Kästner: Das Mittelgebirge. Meißen 1906.
- Richard Buschick, Hermann Ulbricht: Die Leipziger Tieflandsbucht. Meißen 1906.
- Felix Haensch, Alfred Pelz: Das Zwickau-Chemnitzer Kohlengebiet. Meißen 1908.
- Johannes Zemmrich, Carl Gäbert: Das Erzgebirge. Meißen 1911.

Ursprünglich sollte der Band über das Erzgebirge eher erscheinen. Durch den Wechsel des Bearbeiters von Bruno Nestler auf Johannes Zemmrich und Carl Gäbert verzögerte sich aber das Erscheinen um einige Jahre, so dass die Buchreihe erst im Jahre 1911 durch den neunten und letzten Band abgeschlossen werden konnte.
Es gab, bedingt durch den Ersten Weltkrieg und der Auflösung des Königreichs Sachsen keine Nachauflage der einzelnen Bände der Landschaftsbilder.